# Los Altos Hills
Los Altos Hills est une municipalité située dans le comté de Santa Clara, en Californie, aux États-Unis. Sa population est de 7 902 habitants au recensement de 2000. La ville est exclusivement résidentielle et dépend de Los Altos et du gouvernement du comté pour de nombreux services, dont les secteurs commerciaux ou industriels.
Il s'agit de l'une des villes les plus riches des États-Unis avec un revenu moyen par ménage d'environ 200 000 $. La ville est classée deuxième aux États-Unis pour le cout de l'immobilier avec un prix moyen de 5.7 millions de dollars

## Géographie
Selon le Bureau du recensement des États-Unis, la ville a une superficie totale de 22,8 km2. Elle est traversée par deux failles, celles d'Altamont et de Monte Vista.

## Démographie
| 1960  | 1970  | 1980  | 1990  | 2000  | 2010  |
| ----- | ----- | ----- | ----- | ----- | ----- |
| 3 412 | 6 871 | 7 421 | 7 514 | 7 902 | 7 922 |